# Piotr Regalado
Piotr Regalado OFM (ur. w 1390 w Valladolid, zm. 30 marca 1456 w La Aguilera) – hiszpański franciszkanin, reformator zakonu, święty Kościoła katolickiego.

## Życiorys
Piotr Regalado pochodził z rodziny szlacheckiej o korzeniach żydowskich. Urodził się w Valladolid. Po śmierci ojca, mając trzynaście lat wstąpił do klasztoru franciszkanów w rodzinnym mieście. Zafascynowany osobą reformatora franciszkańskiego Piotra z Villacreces, poprosił w 1404 o przeniesienie do eremu w Aguilera. Następnie wraz z Lope de Salinas y Salazarem rozpoczął zakładanie pustelni, w których miało przebywać w tym samym czasie nie więcej niż 25 zakonników. W 1414 podczas soboru w Konstancji reforma Piotra z Villacreces otrzymała aprobatę papieską. Podczas kapituły prowincjalnej w 1422 zmarł Piotr z Villacreces. Na nowego przywódcę dzieła reformy wybrano Piotra Regalado. W 1426 Piotr udał się do Burgos, by zachęcić Lope de Salinas, by nie rezygnował z wprowadzania reformy przedsięwziętej przed laty w Auguille. W 1427 podczas obrad w Medina del Campo Piotr Regalado był zwolennikiem pozostania w jedności z gałęzią franciszkanów konwentualnych. W 1442 wybrano Piotra Regalado wikariuszem braci zreformowanych, trzecim z kolei następcą Piotra z Villacreces. W 1456 wyruszył do Burgos, by prosić Lope de Salinasa o przyjęcie urzędu wikariusza braci reformowanych. Zmarł 30 marca 1456 w Auguile. U jego grobu wierni doświadczali cudownych uzdrowień, zaś w czasie przeniesienia ciała do kościoła z okazji beatyfikacji odnaleziono je zachowane po 36 latach od pochówku.
W historiografii opisywany jest jako mistyk i asceta odznaczający się umiłowaniem postu o chlebie i wodzie. Był obdarzony darem czynienia cudów i proroctwa.

## Kult
Beatyfikacji dokonał Innocenty XI 11 marca 1684. Kanonizacja miała miejsce 29 czerwca 1746 za pontyfikatu papieża Benedykta XIV. Wspomnienie liturgiczne patrona miasta Valladolid obchodzone jest 13 maja jako upamiętnienie dnia przeniesienia ciała, dokonanego w obecności królowej Izabeli Kastylijskiej.

## Ikonografia
Św. Piotr Regalado przedstawiany jest w habicie franciszkańskim z białym sznurem z trzema węzłami. Niekiedy też z gorejącym sercem.